# Janko Jesenský

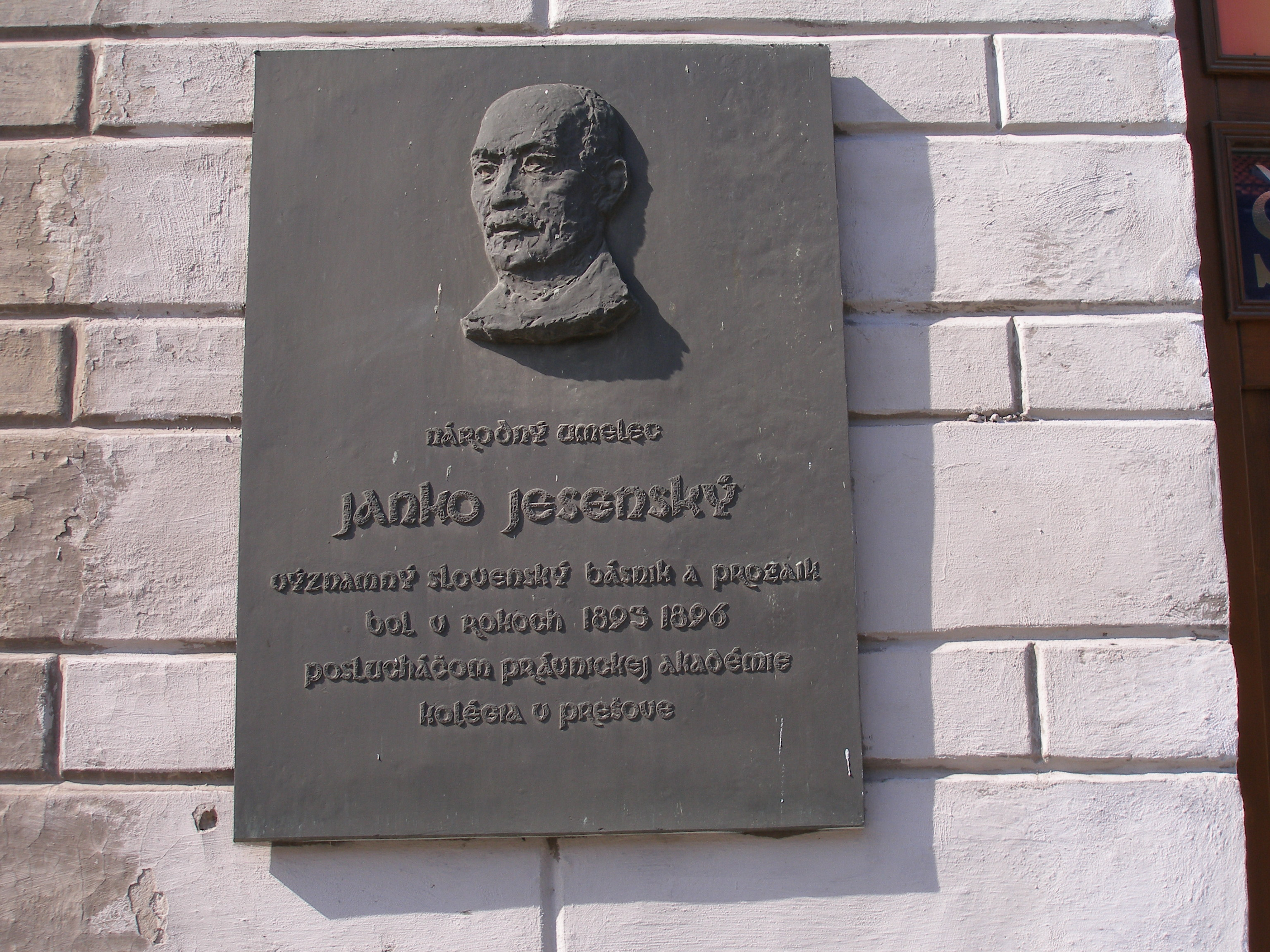
Emléktáblája Eperjesen

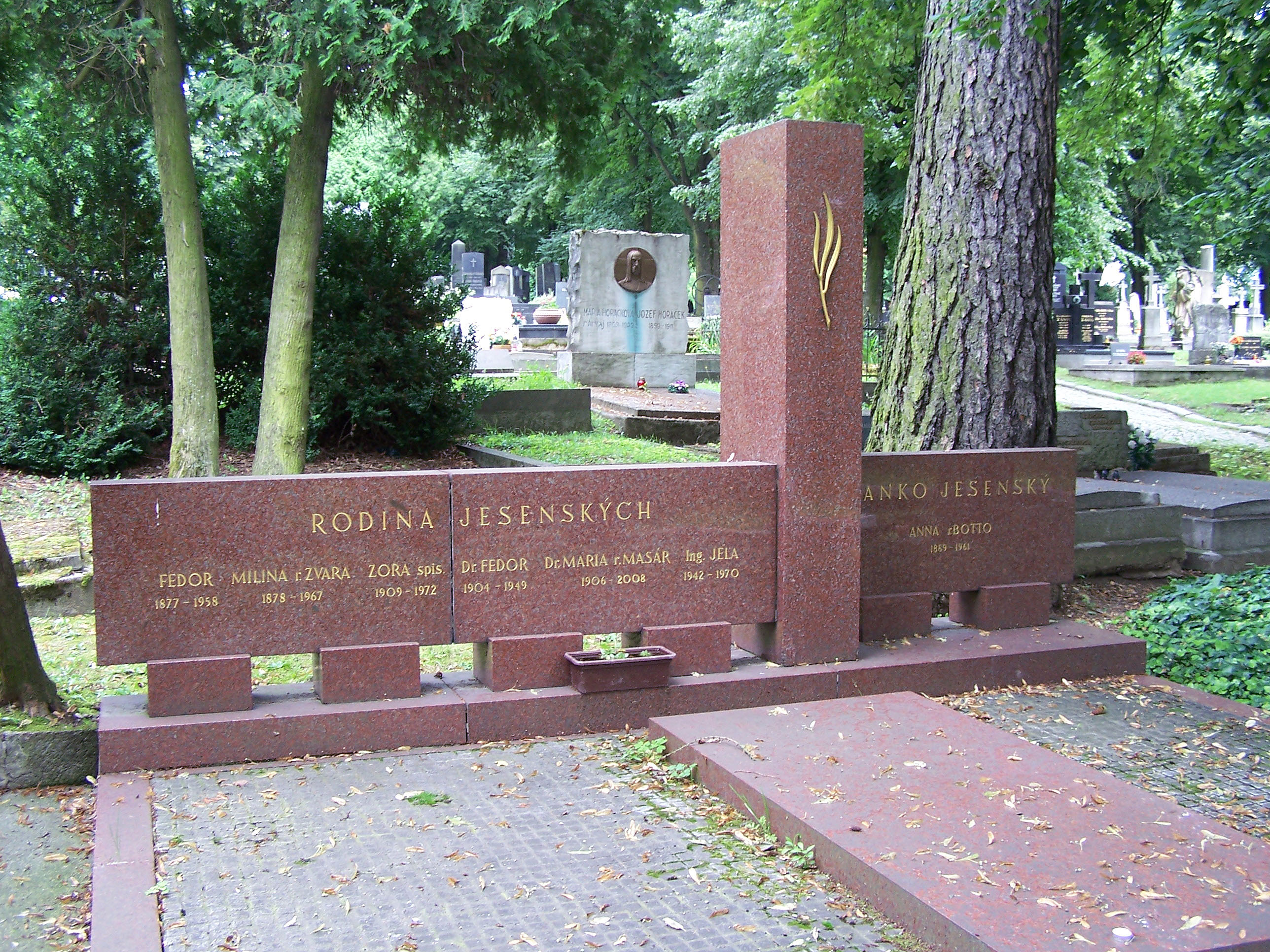
Janko Jesenský és családjának síremléke a Nemzeti Temetőben

Janko Jesenský (Turócszentmárton, 1874. december 30. – Pozsony, 1945. december 27.) szlovák író, költő, műfordító, jogász, politikus, a szlovák nemzeti mozgalom kiemelkedő alakja. Zora Jesenská nagybátyja.

## Élete
Apja Ján Jesenský-Gašparé, ügyvéd. Középiskolai tanulmányait Besztercebányán, Rimaszombatban és Késmárkban végezte. Egyetemi tanulmányokat Eperjesen, Budapesten és Kolozsvárott folytatott. Ezután ügyvédként tevékenykedett Losoncon, Nagybiccsén, Liptószentmiklóson, Turócszentmártonban, Érsekújvárban és Vágújhelyen.
Az első világháború előtt tűnt fel verseivel és kisvárosi életképeivel. Az első Csehszlovák Köztársaságban a szlovákiai Országos Hivatal elnöke volt.
1922-től Rimaszombatban ő volt Gömör és Kis-Hont vármegye utolsó főispánja. 1923-tól Nyitra megyét igazgatta. 1929-ben Pozsonyba költözik.
Igazi költői hangját a német megszállás idején találta meg: keserű, szatírával gúnyolta ki a náci megszállás alatti önálló Szlovákia áruló politikusait. Versei kéziratban terjedtek.

## Emléke
- Sírja Turócszentmártonban, a Nemzeti Temetőben található.
- A Rimaszombattól délre levő Feled községet (szlovákul Jesenské, korábban Feledince) 1948-ban az íróról nevezték el.
- A Trencséntől 30 km-re délkeletre fekvő Bán városkában (szlovákul Bánovce nad Bebravou) található az író emlékháza.
- 1948-ban, Pozsonyban, az író lakásában rendezték be Szlovákia első irodalmi múzeumát.

## Magyarul
- Egyenlőség; ford. Gogolák Lajos; Franklin, Bp., 1937 (Külföldi regényírók)
- Cseh és szlovák költők antológiája, Szépirodalmi Könyvkiadó, Budapest, 1953
- Kisváros. Elbeszélések; ford. Tarjáni Andor; Magyar Kiadó, Bratislava, 1953
- Demokraták. Regény; ford. Tarjáni Andor; Csehszlovákiai Magyar Kiadó, Bratislava, 1954
- Vőlegény, és más elbeszélések; ford. Soós István; Szlovákiai Szépirodalmi Kiadó, Bratislava, 1959
- Zuzka férjhez megy és más elbeszélések; ford. Kardos Oszkár; Európa, Bp., 1964
- Demokraták (regény), Madách Könyvkiadó, Pozsony, 1974
- A vőlegény és más elbeszélések, Madách Könyvkiadó, Pozsony, 1979
- Ha elmúlik a szerelem – Huszadik századi szlovák novellák[2] (Noran Libro, Budapest, 2016) ISBN 9786155513725